# Termodynamisk kondensator
 For alternative betydninger, se kondensator.
En termodynamisk kondensator er en varmeveksler, hvor der kommer gas ind i den ene ende og væske ud i den anden ende. Fordi at fluiden kondenserer gennem veksleren, vil temperaturen være konstant hele vejen igennem. Hvis man eksempelvis ønsker at varme et lokale op til 21 °C, kan kondenseringstemperaturen igennem veksleren passende være 25 °C.
Varmen fra kondensatoren vil trænge ud i lokalet, og den energi der derved forsvinder fra kondensatoren, bevirker at fluiden vil kondensere.
Det modsatte sker i en fordamper, hvor varmen trænger fra lokalet/udetemperaturen ind i veksleren, således at fluiden starter som væske og ender som gas.
I et køle-/varmekredsløb skal der være både en kondensator og en fordamper, således at fluiden veksler mellem væske og gas. Typisk ved forskellig tryk og temperaturer. Dertil benyttes en gaskompressor på den ene side og en ekspansionsventil på den anden side.